# Jay McKee
Jay McKee (* 8. September 1977 in Kingston, Ontario) ist ein ehemaliger kanadischer Eishockeyspieler und derzeitiger -trainer, der im Verlauf seiner aktiven Karriere zwischen 1993 und 2010 unter anderem 862 Spiele für die Buffalo Sabres, St. Louis Blues und Pittsburgh Penguins in der National Hockey League auf der Position des Verteidigers bestritten hat. Seit Juli 2021 ist er Cheftrainer der Hamilton Bulldogs aus der Ontario Hockey League (OHL).

## Karriere

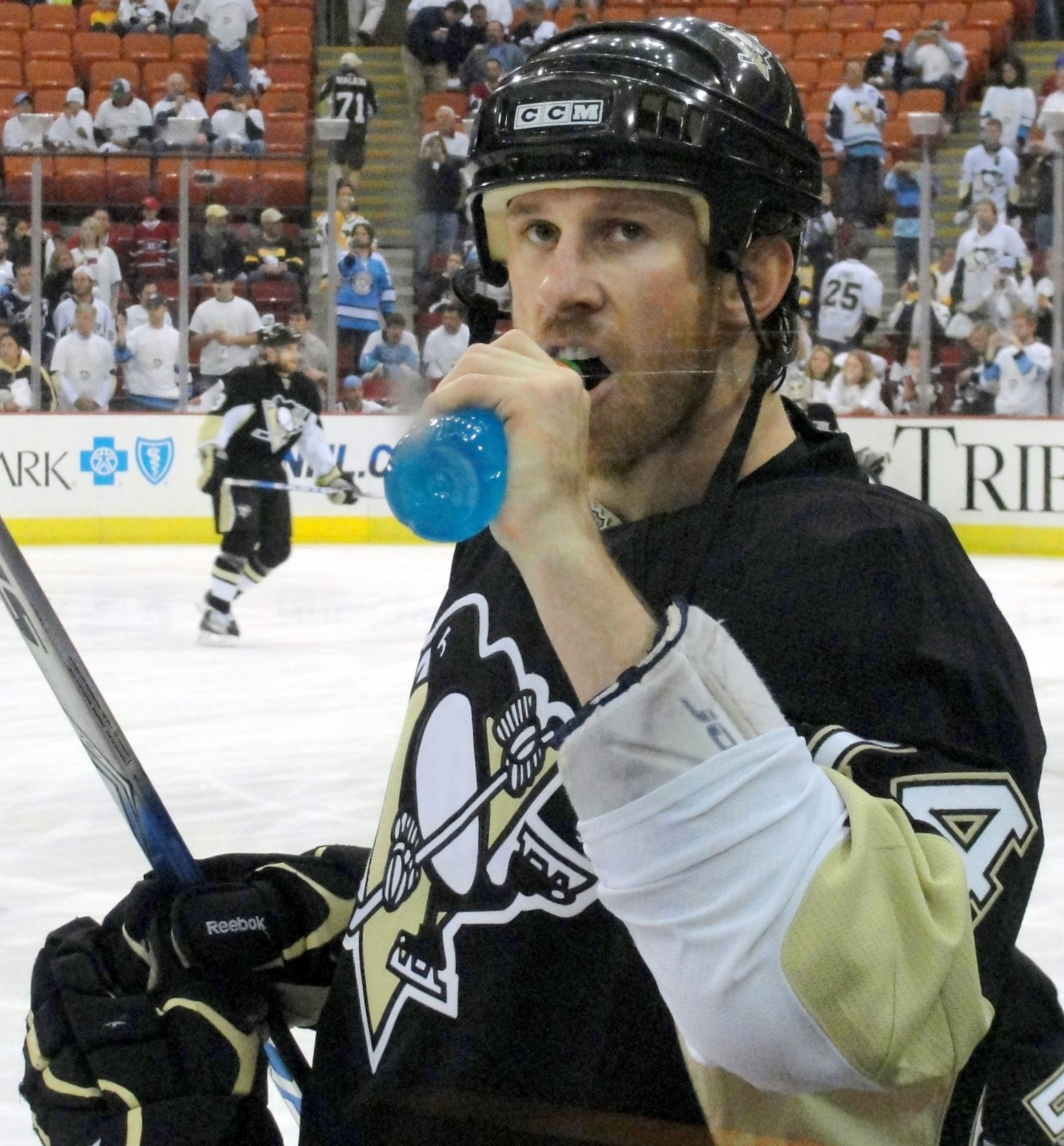
McKee im Trikot der Pittsburgh Penguins

Jay McKee begann seine Karriere als Eishockeyspieler in der kanadischen Top-Juniorenliga Ontario Hockey League, in der er von 1993 bis 1996 für die Sudbury Wolves und Niagara Falls Thunder aktiv war. In dieser Zeit wurde er im NHL Entry Draft 1995 in der ersten Runde als insgesamt 14. Spieler von den Buffalo Sabres ausgewählt.
Für die Sabres spielte er von 1996 bis 2006 in der National Hockey League. In den ersten drei Jahren in Buffalo kam der Verteidiger zudem für deren Farmteam aus der American Hockey League, die Rochester Americans, zum Einsatz. Während des Lockouts in der Saison 2004/05 pausierte der Linksschütze mit dem Eishockey. Nachdem McKee von 2006 bis 2009 für die St. Louis Blues aufgelaufen war, erhielt er am 9. Juli 2009 einen Einjahresvertrag beim amtierenden Stanley-Cup-Sieger Pittsburgh Penguins. Im Sommer 2010 beendete er schließlich im Alter von 32 Jahren seine aktive Karriere.
Bereits unmittelbar nach seinem Karriereende hatte McKee in der Saison 2010/11 als Assistenztrainer an der Niagara University hospitiert. Ende August 2011 wurde er dann von seinem Ex-Team, den Rochester Americans, als Assistenztrainer verpflichtet. Zwischen 2012 und 2014 spielte er noch einmal sporadisch für die Dundas Real McCoys um den Allan Cup, den er 2014 mit der Mannschaft gewann. Zudem war er Trainer der Mannschaft. Zur Spielzeit 2014/15 kehrte McKee wieder hinter die Bande zurück. Er arbeitete zunächst ein Jahr als Assistenztrainer bei den Erie Otters und Kitchener Rangers in der OHL, bevor er 2016 bei den Kitchener Rangers als Cheftrainer engagiert wurde. Diese Position hatte er bis November 2019 inne. Im Juli 2021 verpflichteten ihn in gleicher Funktion die Hamilton Bulldogs, mit denen er am Ende der Saison 2021/22 die Playoffs um den J. Ross Robertson Cup gewann. Zudem wurde er ins OHL Third All-Star-Team gewählt.

## Erfolge und Auszeichnungen
- 1996 OHL Second All-Star Team
- 2014 Allan-Cup-Gewinn mit den Dundas Real McCoys
- 2022 J.-Ross-Robertson-Cup-Gewinn mit den Hamilton Bulldogs
- 2022 OHL Third All-Star-Team

## Karrierestatistik
(Legende zur Spielerstatistik: Sp oder GP = absolvierte Spiele; T oder G = erzielte Tore; V oder A = erzielte Assists; Pkt oder Pts = erzielte Scorerpunkte; SM oder PIM = erhaltene Strafminuten; +/− = Plus/Minus-Bilanz; PP = erzielte Überzahltore; SH = erzielte Unterzahltore; GW = erzielte Siegtore; 1 Play-downs/Relegation; Kursiv: Statistik nicht vollständig)